# براوارد کالج
براوارد کالج (به انگلیسی: Broward College) یک کالج ایالتی در فورت لادردیل، فلوریدای آمریکا است. این کالج در سال ۱۹۵۹ به عنوان بخشی از یک برنامه برای گسترش کالج‌های دوساله فلوریدا با نام کالج دوساله شهرستان براوارد (به انگلیسی: Junior College of Broward County) بنیان نهاده شد. در سال ۲۰۰۸ نام این کالج به این‌خاطر که این مدرک کارشناسی ارائه می‌کرد، به براوارد کالج تغییر کرد.